# Un acoperiș deasupra capului
Un acoperiș deasupra capului este un film românesc din 2006 regizat de Adrian Popovici. Rolurile principale au fost interpretate de actorii Mara Nicolescu; Gabriela Butuc, Marius Bodochi.

## Distribuție
Distribuția filmului este alcătuită din:
- Marius Chivu — Polițistul Ion
- Nicodim Ungureanu — Panseluță
- Marius Bodochi — Fredi Cornea
- Valentin Popescu — Marin
- Antoaneta Zaharia
- Mara Nicolescu — Cati
- Gabriela Butuc — Mona
- Alin Panc — Preot
- Ovidiu Niculescu — Lobodă

## Primire
Filmul a fost vizionat de 1.376 de spectatori în cinematografele din România, după cum atestă o situație a numărului de spectatori înregistrat de filmele românești de la data premierei și până la data de 31 decembrie 2014 alcătuită de Centrul Național al Cinematografiei.